# Oberdreis
Oberdreis là một đô thị ở huyện Neuwied, bang Rheinland-Pfalz, nước Đức. Đô thị Oberdreis có diện tích 9 km².